# Gob
Gob (рус. плевок) — панк-группа из Лэнгли, Британская Колумбия, была сформирована в 1993 году.

## История

### Gob, Too Late... No Friends и How Far Shallow Takes You (1994–1999)
Группа была создана в 1993 году, когда в средней школе в Лэнгли (Британская колумбия, Канада) встретились Тео Гуцинакис (гитара, вокал) и Том Такер (гитара, вокал). С появлением барабанщика Патрика Пазаны и басиста Келли Маккаули группа создала в 1994 году одноимённый альбом «Gob» с девятью треками и выпустила его в 1994 году на лейбле Landspeed Records.
После из-за личных разногласий Келли был заменён на Джейми Фокса и в 1995 году Gob выпустили альбом Too Late... No Friends на лейблах Mint Records и Landspeed Records и на Nettwerk в 2000 году. Альбом был большим успехом для группы, они стали давать концерты и много выступать на фестивалях в поддержку своего альбома. Вскоре после выпуска альбома Gob выпустили ограниченное издание Green Beans and Almonds содержащее всего четыре песни.
Коллектив сменил много басистов, пока постоянным участником не стал Крэйг Вуд. В 1998 году Патрик Пазана покинул группу в связи с рождением дочери. На смену ему пришёл Гейб Мэнтл. С вновь образованной Gob, они выпустили альбом How Far Shallow Takes You в 1999 году. Он был выпущен на Fearless, но переиздан на Landspeed из-за конфликтов с Fearless. Впоследствии был также переиздан на Nettwerk. Альбом хорошо продавался в Канаде и у группы появилось намного больше фанатов. Первым синглом от альбома была песня «Beauville», второй был «What To Do».

### АльбомыThe World According to GobиFoot in Mouth Disease(2000–2004)
В 2001 году вышел самый успешный альбом группы The World According to Gob с синглами «For The Moment», «I Hear You Calling», и «No Regrets». Песни содержали небольшое отклонение от их ранних звучаний панк-рока. Канадская ассоциация звукозаписывающих компаний присудила альбому статус «золото» 2 мая 2002 года.
В 2002 году группа выпустила мини-альбом «F.U. EP», содержащий кавер-версию классической песни «Soda», два эксклюзивных трека «L.A Song» and «Sick With You», а также новые треки с предстоящего полноформатного альбома «Foot in Mouth Disease», который был выпущен на Arista Records в апреле 2003 года с синглами «Give Up The Grudge» и «Oh! Ellin».

### Muertos Vivos (2004–2008)
В 2004 Крэйг Вуд оставил группу для того, чтобы играть на гитаре у Аврил Лавин. На смену ему пришёл Тайсон Майко. Последний альбом «Muertos Vivos» с синглами «We're All Dying», «Underground» и «Banshee Song» был выпущен в США 27 ноября 2007 года, а в Канаде лейблом Aquarius Records 23 октября. Жанр альбома в основном определяется как альтернативный метал, альтернативный рок, хард-рок и хардкор-панк.
В середине 2008 года Тайсон Майко покинул Gob, и был заменён на Стивена Фэйрвезера.
За последнее время Gob сильно сдружились с несколькими канадскими группами. Коун из Sum 41 некоторое время играл на бас-гитаре у Gob. А Том стал играть на концертах у Sum 41, после того как их покинул гитарист Дэйв Бэкш. Кроме того, Тео появился в DVD/CD канадской поп-панк-группы Simple Plan A Big Package for You, выпущенный 25 ноября 2003 года.

## Дискография
| Дата выхода    | Название                   | Лейбл                        | Billboard 200 |
| -------------- | -------------------------- | ---------------------------- | ------------- |
| 1994           | Gob                        | Landspeed Records            |               |
| 1995           | Too Late... No Friends     | Mint Records                 |               |
| 13 мая 1997    | Ass Seen on TV             | Sony BMG Music Entertainment |               |
| 8 декабря 1998 | How Far Shallow Takes You  | Nettwerk                     |               |
| 23 января 2001 | The World According to Gob | Sony BMG Music Entertainment | 194           |
| 8 октября 2002 | F.U. EP                    | Nettwerk                     |               |
| 1 апреля 2003  | Foot in Mouth Disease      | Sony BMG Music Entertainment | 132           |
| 27 ноября 2007 | Muertos Vivos              | Aquarius                     |               |

## Участники группы

### На данный момент
- Том Такер — гитара, вокал (1994-наши дни)
- Тео Гуцинакис — гитара, вокал (1994-наши дни)
- Гэйб Мэнтл — ударные, бэк-вокал (1998-наши дни)
- Стивен Фэйрвезер — бас-гитара, бэк-вокал (2008-наши дни)

### Бывшие участники
- Патрик Пазана — ударные, бэк-вокал (1994—1998)
- Келли Маккаули — бас-гитара, бэк-вокал (1994—1995)
- Джэми Фокс — бас-гитара, бэк-вокал (1995—1996)
- Хэппи Крэтер — бас-гитара, бэк-вокал (1996)
- Крэйг Вуд — бас-гитара, бэк-вокал (1996—2004)
- Тайсон Майко — бас-гитара, бэк-вокал (2007—2008)

### Приглашённые
- Джейсон МакКэслин — бас-гитара, бэк-вокал (2007)

## Прочее
- Песни Gob также использовались в спортивных играх EA — «I Hear You Calling» был использован в игре NHL 2002[англ.], «Give Up the Grudge» (Madden NFL 2004), « О! Ellin» (NHL 2004[англ.]), «I’ve Been Up These Steps» (NHL 2003[англ.]), и «Sick With You» (NHL 2003[англ.]).
- Gob часто выступали на летних фестивалях Vans Warped Tour[англ.].
- Gob исполнили кавер The Rolling Stones «Paint It Black», его можно услышать в сериале по Стивену Кингу 2004 года «Салимов Удел» (англ. Salem’s Lot) и «Отзвуки эха» Дэвида Кеппа (англ. Stir of Echoes). Кроме того, кавер был использован как интро известного клуба Филадельфия Флайерз с 29 сентября 2007 по 6 апреля 2008 года.
- Участники группы в роли камео появились в фильме «Держись до конца» (англ. Going the Distance) вместе с Аврил Лавин.